# Jamie T
 Jamie Treays  (* 8. ledna 1986) známý spíše jako Jamie T je britský zpěvák a skladatel, rodák z jiholondýnského Wimbledonu. Jeho debutové album Panic Prevention bylo nominováno na Mercury Prize.

## Hudební kariéra
Jeho prvním počinem bylo EP Betty and the Selfish Sons vydané 6. března 2006. O čtyři měsíce později vyšel singl „Sheila“, jenž zaznamenal 22. místo v britské hitparádě. Autorem písní „Sheila“ a „Back in the Game“ je novozélandský DJ Zane Lowe, moderátor BBC Radio 1.
Debutové album Panic Prevention je často přirovnáváno k tvorbě The Streets, Lily Allenové a The Libertines. Jamiemu bylo teprve 21 let, když byl nominován na Mercury Prize. Jen ve Velké Británii se prodalo více než 159 400 kopií a album obsadilo 100. příčku v hodnocení Top 100 britských desek.
Na NME Awards 2007 byl vyhlášen zpěvákem roku, přičemž za sebou nechal taková jména jako Jarvis Cocker nebo Thom Yorke.

## Diskografie

### Studiová alba
- 2007 – Panic Prevention
- 2009 – Kings & Queens
- 2014 – Carry On The Grudge
- 2016 – Trick

### EP
- 2006 – „Betty and the Selfish Sons“
- 2009 – „Sticks 'N' Stones“
- 2009 – „Chaka Demus“

### Singly
- 2006 – „Sheila“
- 2006 – „If You Got The Money“
- 2007 – „Calm Down Dearest“
- 2007 – „Sheila“ (2. vydání)
- 2009 – „Sticks 'N' Stones“
- 2009 – „Chaka Demus“